# Август ван дер Хольт
Август ван дер Хольт — персонаж российских комиксов издательства Bubble Comics, а также один из главных злодеев серии комиксов «Красная Фурия» и его продолжения «Союзники». Впервые появился в десятом выпуске комикса «Красная Фурия» в июле 2013 года. Разработал персонажа основатель издательства Артём Габрелянов, а дизайн и внешний вид — художник Константин Тарасов. Август ван дер Хольт появился в полнометражном фильме «Майор Гром: Игра», где его роль исполнил актёр Матвей Лыков.
Август ван дер Хольт — магнат и владелец компании Holt International, сделавший состояние на разработке мощного и технологичного оружия. Архивраг команды МАК и, в частности, Ники Чайкиной. Имеет на руке шрам, оставшийся от вживления ему специального устройства, поддерживающего жизнедеятельность Хольта после того, как в детстве он попал в эпицентр взрыва при испытаниях новейшего оружия. Теперь, когда Август испытывает сильные эмоции, его тело начинает накапливать электричество, которое можно «разрядить» только путём физических ударов.
Персонаж вызвал в целом положительную реакцию у профильных журналистов и обозревателей. Критики называли Августа ван дер Хольта одним из главных и любимых злодеев вселенной комиксов Bubble, отмечали его человечность и подробное раскрытие персонажа. Благоприятных отзывов удостоился и сюжет «Ничего личного, просто бизнес», в котором персонаж был полноценно введён в серию «Красная Фурия» как один из её центральных антагонистов. Негативной оценке удостоились реплики героя, названные «вторичными» и типично злодейскими.

## Описание
Август ван дер Хольт — оружейный магнат и владелец крупной корпорации Holt International, производящей мощное и технологичное вооружение; в «Союзниках» собирает и возглавляет группу солдат под названием «Инквизиция», целью которой является поиск и поимка оперённых — людей, обрётших суперсилы после соприкосновения с пером бога-ворона Кутха. Заклятый враг Ники Чайкиной. Хольт — голландец с японскими корнями, взял на себя управление компанией после смерти своего отца. У него есть младшая сестра Мико, она находится на его попечении. Хольт её любит, но всё своё время уделяет работе, оставляя Мико в компании телохранителей и гувернанток. В тело Августа вживлён специальный механизм, экзоскелет, который поддерживает жизнь в Хольте после несчастного случая в детстве. После несчастного случая у Хольта остался шрам на правой руке. Когда Август испытывает сильные эмоции, его тело начинает накапливать электричество, которое можно «разрядить» только путём физических ударов с помощью механизма на правой руке. Сильные эмоции Август испытывает часто, так как обладает вспыльчивым характером, хоть и старается держаться холодно и спокойно.

## Появления

### «Красная Фурия»
Будучи главой оружейной компании Holt International, Август обеспокоен падением спроса на оружие и нарастающей конкуренцией. Он нанимает киллера Джесси Родригез, чтобы та нашла металл воларум, который он планирует использовать в разработках. Родригез сталкивается с Чайкиной и командой Международного Агентства Контроля (МАК), но наёмнице удаётся добыть образец металла. Позже Ника внедряется в Holt International в качестве телохранителя его младшей сестры Мико. Август узнаёт, что Ника — шпион и ей известно о его планах сымитировать нападение Северной Кореи на США. Нике удаётся сорвать планы Августа, но он избегает ответственности, так как действовал совместно с правительством США. Август объединяется с чернокнижником Магистром, чтобы воскресить бога-ворона Кутха и получить взамен знания и мудрость. Вместо этого Кутх делает Августа своим слугой. Благодаря вмешательству Ники Чайкиной и Игоря Грома Хольту удаётся прийти в себя. Он выпускает в бога-ворона ядерные боеголовки и Кутх, поражённый ракетами, рассыпается на тысячи светлых и тёмных перьев, которые разлетаются по всему свету и, попадая в случайных людей, дают им сверхъестественные способности. Через некоторое время Август выходит на Чайкину и её команду, которые были заражены перьями Кутха. Он с группой солдат нападает на героев и пленяет их, а Ника в ходе схватки лишается обеих ног.

### «Союзники»
Хольт держит Нику и её друзей в заложниках и проводит над ними опыты. Оставшийся на свободе агент МАК, хакер Джонни, собирает команду из Садап и Джесси Родригез и спасает их. Теперь новая команда из беглецов решает отправиться в крепость «Асулбург» в Антарктиде, чтобы укрыться там от Хольта и восстановиться. Хольт же по приказу своих покровителей начинает охоту на оперённых и собирает для этого группу солдат, названную им «Инквизицией». В качестве тюрьмы для оперённых Август выбирает «Асулбург» и направляет туда своих людей, из-за этого Союзникам приходится срочно покинуть крепость. В «Асулбурге» также находится Мико, получившая способность «выключать» сверхспособности оперённых прикосновением. На «Асулбург» нападает Андрей Радов, стремящийся уничтожить всю магию в мире. Героям чудом удаётся выжить в неравной битве, а Мико присоединяется к команде Ники. После захвата Радовым церкви в Москве и последующей за этим битвы между ним и Хольтом остаётся множество жертв. Ника обнародует видеозапись, где солдаты Хольта расстреливают гражданских во время конфликта в церкви. В ответ Хольт запускает трансляцию, где рассказывает, что работал на Демиургов, некое «высшее общество» наподобие иллюминатов. Он зовёт Чайкину на встречу, надеясь отомстить ей прежде, чем Демиурги убьют его. В итоге Август объединяется с Союзниками против Демиургов. Одолев их, он высказывает желание присоединиться к Нике, но та убивает его, считая, что Хольт никогда не изменится и что это единственный способ избежать будущих убийств с его стороны.

### В кино
Помимо комиксов Хольт должен появиться в полнометражном фильме про майора Грома — «Майор Гром: Игра», продолжении фильма «Майор Гром: Чумной Доктор». Его роль исполнит актёр Матвей Лыков. Также журналистами предполагается, что Хольт должен появиться и в сериале «Фурия» как главный антагонист. До этого компания Августа, Holt International, упоминалась в двух предыдущих фильмах: в короткометражке «Майор Гром» и полнометражном фильме «Майор Гром: Чумной Доктор». В первом случае в сцене телевизионного новостного репортажа бегущей строкой сообщалось, что «Россия закупит новое экспериментальное оружие у военно-промышленного комплекса Holt International». Во второй экранизации связь компании с сюжетом становится более тесной: Сергей Разумовский заключает сделку с Holt International и те создают для него костюм Чумного Доктора с огнемётами, который он использует для своих убийств.

### Прочие появления и альтернативные версии
Существует также альтернативная версия персонажа. В 2019 году вышел комикс «Майор Гром: 1939», выполненный в стилистике «золотого века комиксов» и описывающий приключения Игоря Грома в сеттинге Советского Союза, где многие персонажи претерпели соответствующие изменения: так, например, Август ван дер Хольт из оружейного магната становится богатым промышленником, который прибывает в Ленинград якобы с помощью советским заводам, но на самом деле собирается ограбить Эрмитаж с помощью своего костюма с электрическим генератором. Более того, для архаичности Хольт был переименован в Гольта в соответствии с нормой транскрипции иностранных имён принятой в Советском Союзе. Позже «Гольт» появляется в антологии «Красная Фурия: 1966», в целом сохранив свой образ из «Майора Грома: 1939», который, однако, стал в большей степени юмористическим, чем сатирическим.

## История создания
Разработали персонажа сценарист и основатель издательства Артём Габрелянов, а дизайн и внешний вид — художник Константин Тарасов. Впервые Август появился в десятом выпуске комикса «Красная Фурия» в июле 2013 года, однако ощутимую роль в сюжете начал играть только начиная с двадцать пятого номера. Алексей Замский, редактор сайта SpiderMedia.ru, находил параллели персонажа с Железным человеком, героем комиксов американского издательства Marvel, считая, что он мог послужить источником вдохновения при создании Августа ван дер Хольта. Образ героя был значительно развит во время кроссовера «Время Ворона», где команда сценаристов уготовила Августу роль «мученика» — самого неподготовленного к событиям сюжета героя, которому вопреки неблагоприятным условиям удаётся выйти из ситуации с выгодой для себя.
На роль Августа ван дер Хольта был взят актёр Матвей Лыков. Для лучшего понимания персонажа и его мотивов Лыков читал комиксы Bubble. Актёр отметил, что так как Хольт иностранец — голландец с японскими корнями — у него другой менталитет. Как следствие, Хольт говорит с акцентом и Лыков работал над его достоверной передачей, в том числе общался со знающим русский язык носителем голландского языка. «Мне, как актёру с лингвистическим образованием, было понятно, как работать с новым языком, но попыхтеть над фонетикой пришлось изрядно», — рассказывал Лыков. Художник по гриму Игорь Бойко, в свою очередь, отметил, что создание костюма Августа представляло для его команды наибольшую сложность, ибо требовалось более часа, чтобы закрепить на теле Лыкова экзоскелет, на создание которого ушло несколько месяцев.

## Восприятие
Денис Варков в обзоре на первые серии комиксов Bubble назвал Хольта одним из главных злодеев вселенной издательства и отдельно отметил сюжет «Ничего личного, просто бизнес», в котором Ника Чайкина впервые сталкивается со своим архиврагом. По мнению Варкова, эта арка является самой примечательной в «Красной Фурии», ибо показывает Августа «более человечным». Тот же вводный для Хольта сюжет похвалили и авторы сайта SpiderMedia.ru. Ольга Щербинина положительно оценила подробности личности персонажа, продемонстрированные в этой арке. Алексей Замский так же благосклонно принял персонажа, сравнив его с Железным человеком Стэна Ли, но слегка раскритиковал его вторичные диалоги, допустив однако, что это может быть «сознательный пастиш, игра сценариста со мной». Коллега Щербининой и Замского по SpiderMedia.ru Юрий Коломенский назвал Хольта своим «любимым персонажем вселенной [Bubble]».